# 압두르 라흐만 칸
압두르 라흐만 칸(파슈토어: عبدالرحمن خان, 다리어: عبدالرحمن خان, 영어: Abdur Rahman Khan, 1844년~1901년 10월 1일)은 1880년부터 1901년 사망할 때까지 아프가니스탄 왕국의 아미르였다. 그는 영국령 인도와의 수년간의 내전과 듀랜드 라인 협정 협상 끝에 나라를 통합한 것으로 유명하다.
압두르 라흐만 칸은 모하마드 아프잘 칸의 장남이자 외아들로 바라크자이 왕조의 창시자인 도스트 모하마드 칸의 손자였다. 압두르 라흐만 칸은 제2차 영국-아프가니스탄 전쟁 이후 혼란에 빠진 아프간 정부의 영장을 다시 세웠다.그의 정부가 군사적 전제주의였기 때문에 그는 "철의 아미르"로 알려지게 되었다. 이 전제주의는 잘 임명된 군대에 기반을 두고 있었으며, 완강한 의지에 복종하고 광범위한 첩보 시스템에 의해 통제된 관리들을 통해 관리되었다.
"철의 아미르"라는 별명은 또한 그의 친척들이 이끌었던 다양한 부족들에 의한 많은 반란을 진압한 것과 관련이 있다. 한 자료에 따르면 그의 통치 기간 동안 40명이 넘는 반란이 있었다고 한다. 압두르 라흐만 칸의 통치는 한 영국 관리들에 의해 "공포의 통치자"라고 불렸는데, 그는 전제군주였고, 그의 21년 동안 10만 명에 달하는 사람들을 사법적으로 처형했기 때문이다. 수천 명이 더 굶어 죽거나, 치명적인 질병에 걸려 죽거나, 그의 군대에 의해 학살당하거나, 그의 부족들의 강제 이주 과정에서 살해당했다. 하지만, 그는 아마도 아프가니스탄이 낳은 가장 위대한 군사 천재였을 것이다.

## 어린 시절
압두르 라흐만 칸은 1844년 카불에서 태어났다. 그는 젊은 시절의 대부분을 아버지 모하마드 아프잘 칸과 함께 발흐에서 보냈다. 압두르 라흐만은 영국계 인도인 군인 윌리엄 캠벨로부터 재래식 전술을 배웠다.

## 듀랜드 라인
1893년, 모티머 듀랜드는 아프가니스탄 북동부와 러시아 영토의 경계에 필요한 영토의 교환과 아미르 압두르 라흐만 칸과 다른 현안들을 논의하기 위해 영국령 인도 정부에 의해 카불로 추방되었다. 압두르 라흐만 칸은 외교 논쟁에서 그의 평소 능력을 보여주었고, 실제 상황에 대한 확실한 근본적인 통찰력과 함께 자신의 견해나 주장이 논쟁에 있는 그의 끈기를 보여주었다.
영국령 인도 정부와 아프간 정부 사이의 관계에 따른 협정은 이전에 합의된 바와 같이 확정되었고, 아프가니스탄의 국경선 동쪽, 인도를 향한 중요하고 어려운 문제에 대한 이해가 이루어졌다. 왕립위원회는 아프가니스탄과 영국령 인도 사이의 경계를 결정하기 위해 설립됐으며 현재 아프가니스탄 호스트 인근인 파키스탄 파파라치나르에 주둔 중인 두 정당 사이에 듀랜드 라인에 합의하는 조건을 협상하는 임무를 맡았다. 영국 측에서는 모티머 듀랜드와 카이버에 있는 영국 정치요원 사히브자다 압둘 카윰이 수용소에 참여했다. 아프가니스탄은 사히브자다 압둘 라티프와 아미르 압두르 라흐만 칸을 대표하는 사르다르 시렌딜 칸이 대표했다.
1893년 모티머 듀랜드는 아프가니스탄, FATA, 북서변경주, 발루치스탄 사이의 국경 경계에 대해 압두르 라흐만 칸과 듀랜드 라인 조약을 협상했다. 1905년 아미르 하비불라 칸은 영국과 듀랜드 라인의 합법성을 확인하는 새로운 협정을 체결했다. 마찬가지로, 듀랜드 라인의 합법성은 1919년 라왈핀디 조약을 통해 아마눌라 칸 국왕에 의해 다시 한번 확인되었다.
듀랜드 라인은 1976년 8월 파키스탄을 방문한 모하마드 다우드 칸에 의해 다시 한번 파키스탄과 아프가니스탄 사이의 국경으로 승인되었다.

## 사망 및 후손들

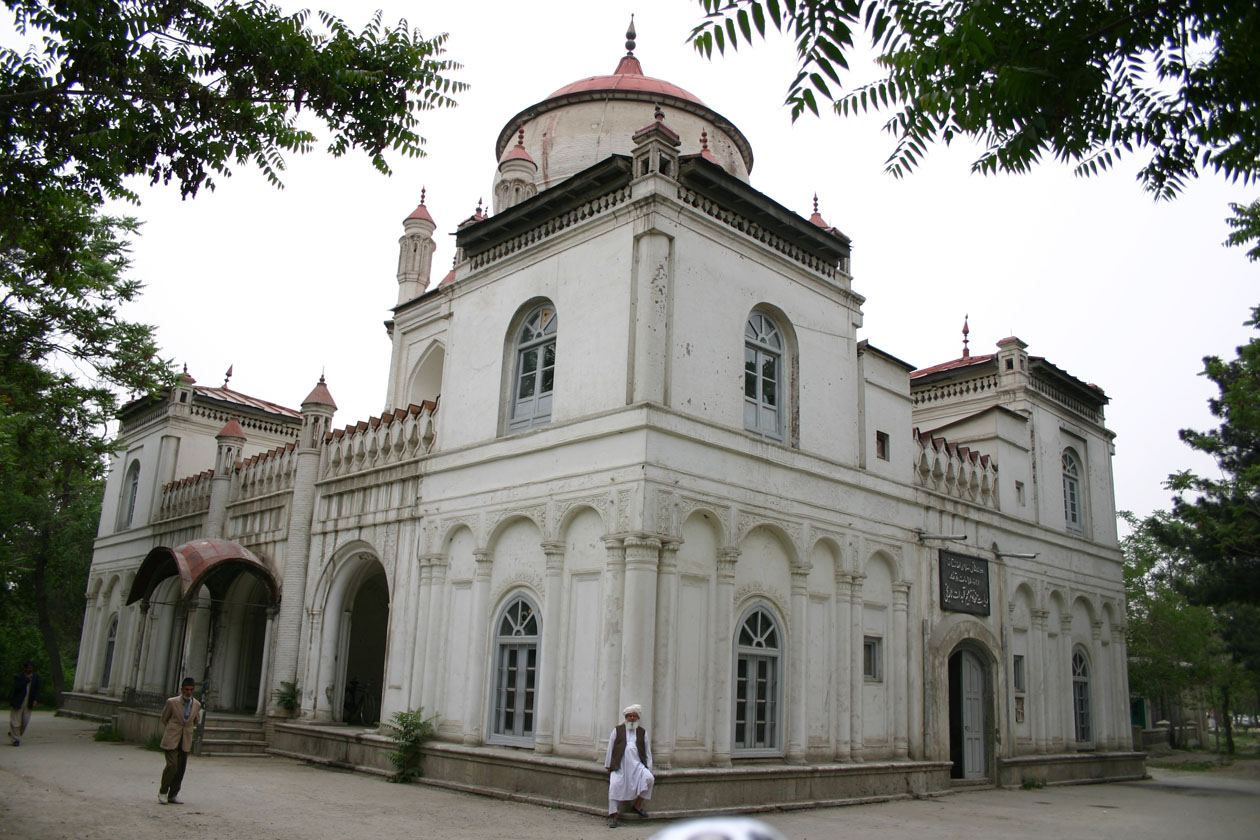
카불 자르네가르 공원에 위치한 아미르 압두르 라흐만 칸의 무덤이 있는 곳이다.

압두르 라흐만은 1901년 10월 1일 여름 궁전에서 사망했고, 그의 아들 하비불라 칸은 아마눌라 칸의 아버지이다.
오늘날, 그의 후손들은 미국, 프랑스, 독일, 그리고 심지어 덴마크와 같은 스칸디나비아 국가들과 같은 아프가니스탄 밖의 많은 곳에서 발견될 수 있다. 그의 두 장남 하비불라 칸과 나스룰라 칸은 사마르칸트에서 태어났다. 그의 막내 아들 마호메드 오마르 잔은 1889년 아프가니스탄 어머니에게서 태어났다. 아미르의 손자 중 한 명인 아지줄라 칸 지아이는 1930년부터 1932년까지 이란 주재 대사로 재직했으며, 나스룰라 칸의 아들이었다.
아미르의 가장 유명한 후손 중 한 명은 알리 세라즈 왕자이다.